# Bahia
Bahia (/ba.'i.a/) là một trong số 26 bang thuộc Brasil, nằm ở vùng bờ biển phía Đông Bắc giáp với Đại Tây Dương. Đây là một bang đông dân thứ tư (sau các bang: São Paulo, Minas Gerais và Rio de Janeiro), và rộng lớn thứ năm của Brasil.
Bahia có ý nghĩa lớn đối với đất nước Brasil về văn hóa - lịch sử. Thủ phủ của Bahia là Salvador (tên đầy đủ São Salvador da Bahia de Todos os Santos); nằm ở nơi giao của Đại Tây Dương và vịnh Các Thánh (nơi được các thủy thủ châu Âu chính thức tìm ra vào ngày 1 tháng 11 năm 1501.
Tên gọi Bahia xuất phát từ cách phát âm cổ từ baía nghĩa là "vịnh".

## Địa lý
Những khu vực địa lý của Bang Bahia bao gồm rừng nhiệt đới ven bờ biển Đại Tây Dương; vùng Recôncavo, chuyên trồng mía và thuốc lá; và vùng Planalto, bao gồm khu vực đất sertão nằm sâu trong nội địa của Bahia.
Bahia tiếp giáp với các vùng sau (theo chiều kim đồng hồ): Sergipe, Alagoas, Pernambuco và Piauí ở phía Bắc, Goiás và Tocantins ở phía Tây, và Minas Gerais và Espírito Santo ở phía Nam. Xuyên suốt bang Bahia từ Bắc chí Nam là dãy núi Chapada Diamantina. Ngoài ra, nó còn có những cái tên khác như Serra do Espinhaço, ở Minas Gerais, và Borborema, ở Pernambuco và Paraíba. Ở một số đoạn, dãy núi này có dạng "Chapadões" (dạng địa hình cao nguyên có góc quanh hiểm trở); trong số các "Chapadões", Vườn Quốc gia Chapada nằm ở khu vực miền Trung của Bang là nơi thu hút nhiều du khách viếng thăm nhất.
Dãy núi phân chia Bahia thành hai khu vực địa lý rõ rệt. Ở phía Đông là sự xuất hiện của rừng nhiệt đới ven bờ biển Đại Tây Dương với đất đai màu mỡ; mặc dù nhiệt độ cao, mùa mưa ở đây diễn ra khá thường xuyên. Trong khi đó, cảnh quan thực vật thường thấy ở phía Tây là cerrado. Chính điều kiện khó khăn này đã khiến cho khu vực nội địa khó phát triển so với vùng ven biển.
Ngoài ra, Bang cũng là nơi có con sông São Francisco chảy qua, vốn bắt nguồn từ Minas Gerais và đổ ra Đại Tây Dương. Sông đã tạo ra biên giới tự nhiên giữa Bahia và Alagoas. Những khúc chảy của sông thích hợp cho tàu bè đi lại, chủ yếu phục vụ cho vận chuyển hàng hóa. Ngoài ra, sông São Francisco cũng là nguồn cung cấp nước chủ yếu cho vùng khô hạn của Bang khi các sông nhỏ cạn nước.

### Khí hậu
Bang Bahia có kiểu khí hậu nhiệt đới. Bên cạnh diện tích rộng lớn, Bahia cũng là nơi sở hữu bờ biển dài nhất Brasil với chiều dài 1,103 km. 68% lãnh thổ của Bang thuộc kiểu khí hậu bán khô hạn, lượng mưa trung bình hàng năm dao động từ 363mm đến 2000mm tùy từng khu vực.